# Здание Выборгского финского сберегательного банка
Здание Выборгского финского сберегательного банка — шестиэтажный жилой дом с коммерческими помещениями в Выборге. Занимающий угловой участок на пересечении Вокзальной и Пограничной улицы многоквартирный дом в стиле североевропейского неоклассицизма включён в перечень памятников архитектуры.

## История
Территория участка, на котором расположен дом, с XVIII века относилась к Петербургскому форштадту — одному из исторических предместий Выборга, застраивавшемуся деревянными домами. В соответствии с городским планом 1861 года, разработанным выборгским губернским землемером Б. О. Нюмальмом, после сноса устаревших укреплений Рогатой крепости форштадт слился с городом, но вплоть до 1920-х годов участок занимали жилые и хозяйственные малоэтажные строения. 
В начале XX века в Великом княжестве Финляндском на волне фенномании во многих населённых пунктах были открыты финские сберегательные банки, осуществлявшие обслуживание на финском языке, в отличие от более старых финансово-кредитных организаций (таких, как Выборгский сберегательный банк — швед. Sparbanken i Wiborg), в которых господствующее положение занимал шведский язык. Одним из первых стал Выборгский финский сберегательный банк (фин. Viipurin Suomalainen Säästöpankki), основанный в 1902 году. Им и был приобретён угловой участок для строительства собственного здания на оживлённом месте у Треугольного сквера в районе Вокзальной площади.
Перед архитектором Я. Ланкиненом стояла задача спроектировать масштабный комплекс, призванный привлекать потенциальных банковских клиентов. На верхних этажах монументальной постройки, возведённой в 1927-1929 годах, размещалось жильё, а первый и второй отводились под административные помещения. Дом имеет сложную в плане форму и объёмы разной этажности: пяти- и шестиэтажный. Более высокая часть обращена к Вокзальной площади, а пятиэтажное крыло вытянуто вдоль второстепенной Пограничной улицы. Чёткий ритм узких вертикально вытянутых окон на лаконично оформленном гладко оштукатуренном фасаде придаёт зданию устремлённость ввысь, а разновысотность постройки усиливает это впечатление. Входные зоны на первом этаже декорированы стилизованным рустом и крестом, а помещения перед входом в парадные имеют кессонированный потолок. Пол украшен характерным для творчества Ланкинена орнаментом. На уровне второго этажа все окна украшены широким профилированным наличником, а между вторым и третьим этажами на обоих фасадах расположилась междуэтажная тяга с изображением прямоугольного меандра. По периметру фасадов расположен междуэтажный карниз сильного выноса, украшенный круглыми вогнутыми медальонами. Аналогичный кессонированный карниз венчает здание. В подвальное помещение и в замкнутый внутренний двор ведут две въездные арки.

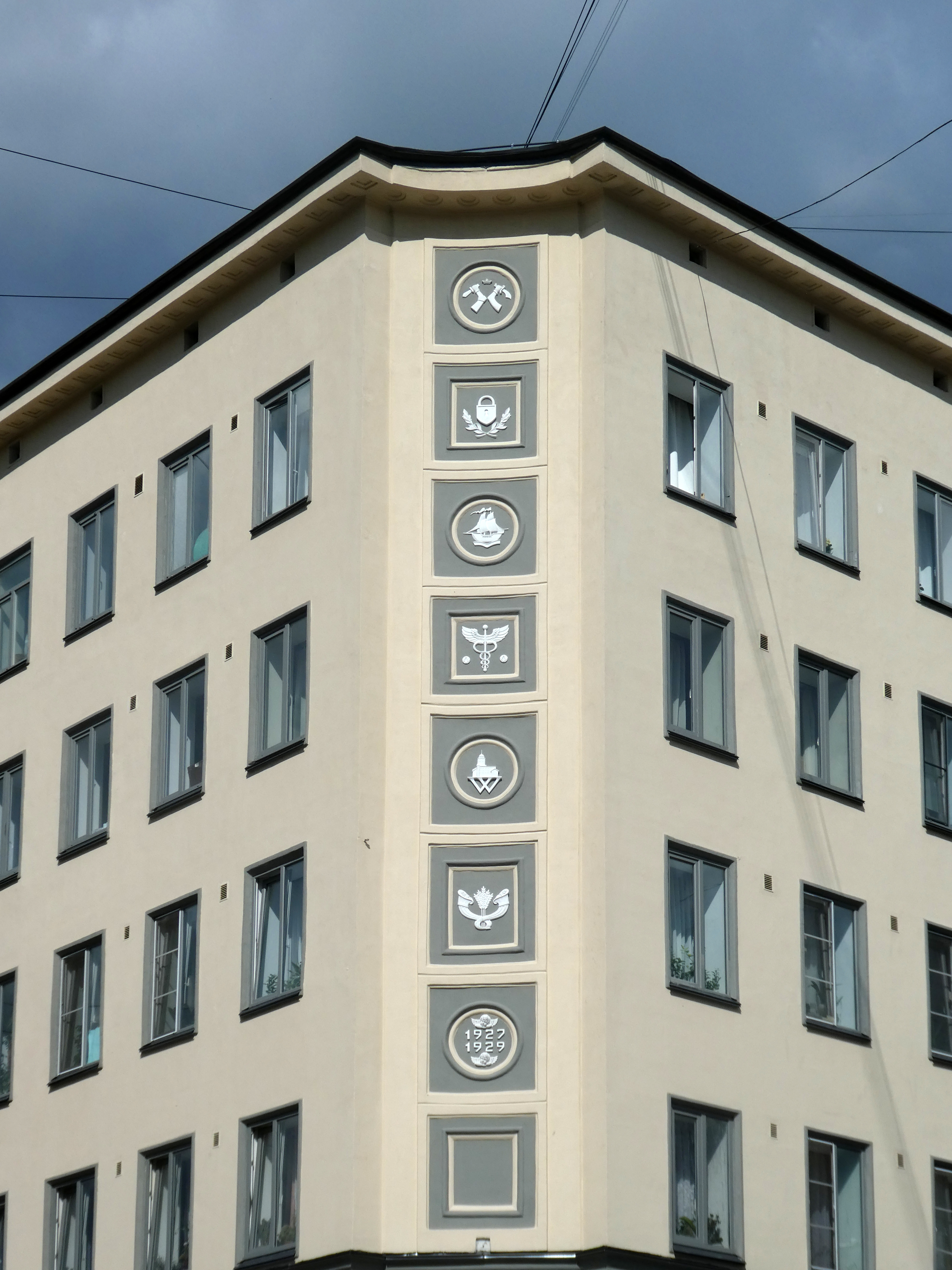
Угловая часть с декором

Важная для обзора угловая часть расположена на стыке четырёх улиц: Вокзальной, Пограничной, Димитрова и Треугольного переулка. Она представляет собой полукруглое углубление с кессонами квадратной и круглой формы на уровне третьего-шестого этажей. Привлекательный угловой декор был призван повысить статус банка в глазах потенциальных вкладчиков и заёмщиков. Лепные изображения в кессонах включают следующие символы (сверху вниз):
- исторический герб Карелии (в период строительства дома он был гербом Выборгской губернии);
- замок с венком (символ надёжности банковских вкладов, крепости и сохранности);
- корабль (символ морской торговли);
- кадуцей (жезл Меркурия, многозначный символ торговли, богатства и достижения цели);
- стилизованный герб Выборга периода строительства дома (Выборгский замок и литера W);
- два соединённых рога изобилия (означают благополучие, могущество и щедрость);
- даты строительства — 1927 и 1929.

Восьмой кессон в настоящее время пустует, что в нём было ранее — не вполне ясно (он мог содержать наименование банка).
В банковское отделение посетители попадали через вход со стороны Вокзальной улицы (под операционный зал отводилась особая пристройка). Значительную часть помещений второго этажа занимали подразделения городского архитектурно-строительного управления. В числе других учреждений и организаций — Выборгское сельскохозяйственное управление, а также консульства Великобритании и Перу.
В первые дни Советско-финляндской войны (1939—1940) здание получило повреждения, и было отремонтировано после того как 1940 году Выборг перешёл в состав СССР. Когда в ходе Великой Отечественной войны город заняли финские войска, дом с 1941 года снова перешёл к прежним владельцам, которые привлекли архитектора Ланкинена для проведения реконструкции. В 1944 году в результате Выборгской операции в Выборг снова вошли советские войска, и деятельность Выборгского финского сберегательного банка в городе прекратилась (в 1948 году он присоединился к сбербанку Котки). В послевоенное время здание перешло в ведение железнодорожного ведомства (Октябрьской железной дороги). Несмотря на проведённые перепланировки, как и прежде, на верхних этажах размещаются квартиры, а на нижнем расположены организации и учреждения (часть банковских помещений с операционным залом занимает многофункциональный центр «Мои документы»). В целом сохранился и внешний облик фасада, несмотря на утрату ряда деталей, таких, как белые шаровидные светильники, находившиеся над витринными окнами первого этажа. В 2024 году проведены ремонтные работы на фасаде с восстановлением большей части углового декора.